# Maillon

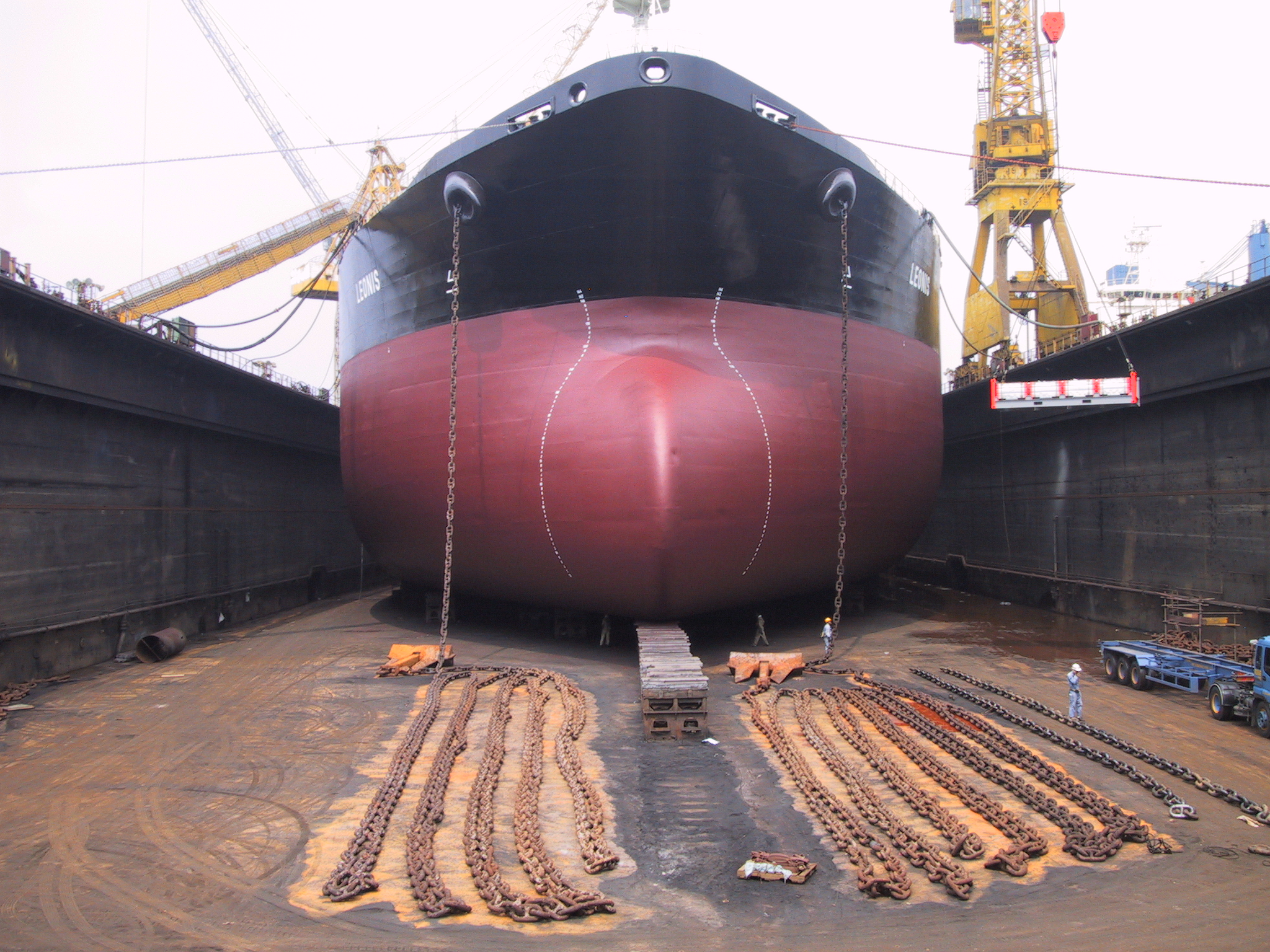
Navire en cale sèche, maillons étalés pour être contrôlés. Sur la droite de l'image deux maillons neufs sont parés à être maillés en remplacement

Le maillon, en langage maritime, est une longueur de chaîne (ligne de mouillage) qui, à l'origine, mesure 15 brasses, soit 27,5 m ou 90 pieds (approximativement 30 m).

## Description
Les maillons sont reliés entre eux par une maille démontable (le plus souvent une maille dite " Maille Kenter "). Un grand navire possède généralement deux lignes de mouillage chacune comprenant entre 8 et 14 maillons. Les maillons sont repérés entre eux par des mailles peintes de chaque côté des mailles démontables, ce afin d'aider le personnel qui manœuvre la chaine au guindeau.
L'élément de base de la chaîne est appelé maille.

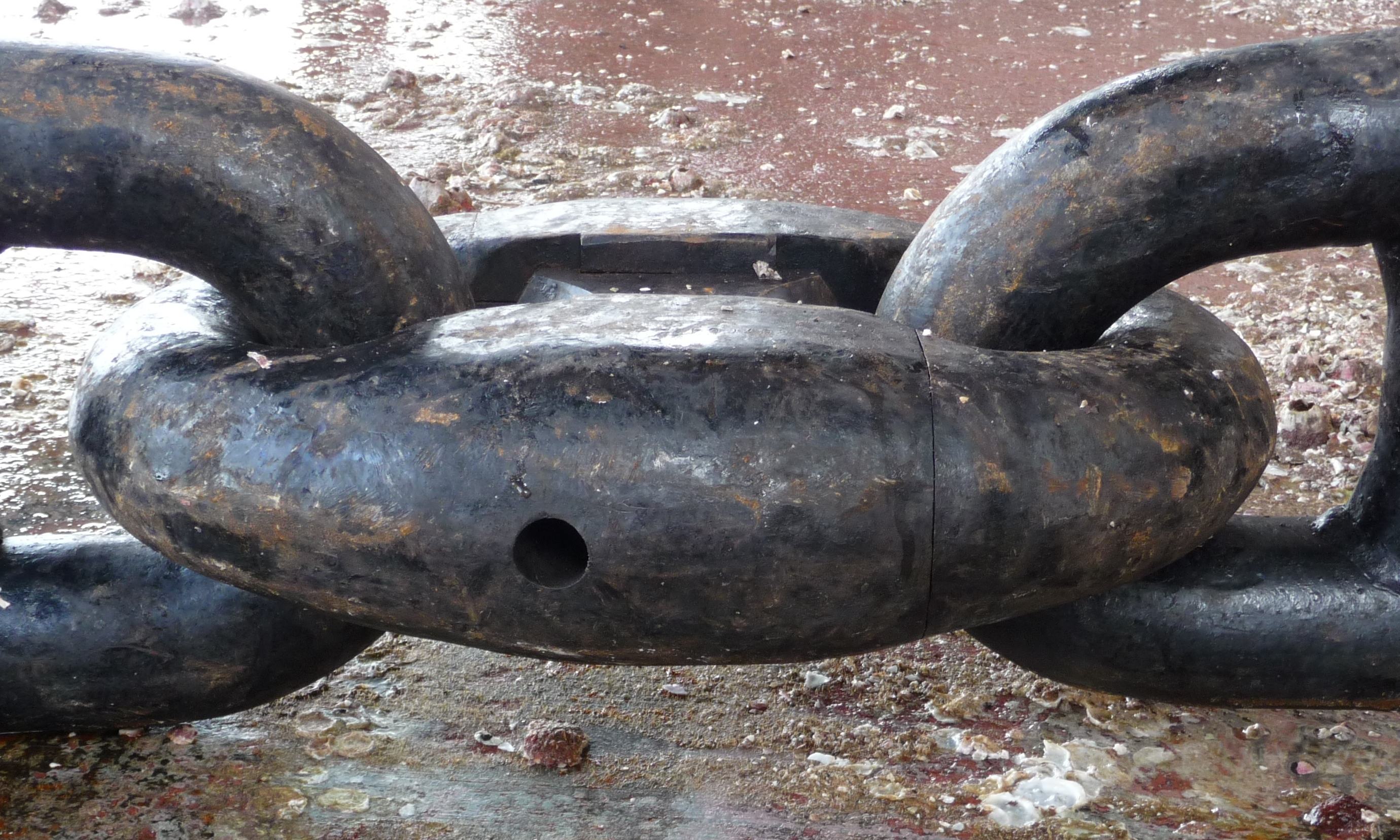
Maille kenter.